# 秋田県道279号稲庭関口線
秋田県道279号稲庭関口線（あきたけんどう279ごう いなにわせきぐちせん）は、秋田県湯沢市を通る一般県道である。

## 概要
湯沢市稲庭町字岩城の岩城橋の西、秋田県道307号稲庭高松線から分岐し、皆瀬川沿いを北上して、湯沢市三梨町を西、山間部に路線が折れ、およそ700メートルで通行不能区間（未舗装）になる。湯沢市関口の戸沢川沿いに下流まで並行し、戸沢集落の手前から舗装区間が始まる。JR東日本 奥羽本線 上湯沢駅前で右折し、国道13号に合流する。

### 路線データ
- 総延長 : 11.554 km[2]
- 実延長 : 11.554 km[2]
- 起点 : 秋田県湯沢市稲庭町字岩城26番（秋田県道307号稲庭高松線交点）[3]北緯39度6分25.4秒 東経140度34分27.5秒
- 終点 : 秋田県湯沢市関口字上寺沢30番2（寺沢交差点、国道13号交点）[3]北緯39度8分41.21秒 東経140度29分27.28秒
- 未供用区間 : なし[2]

## 歴史
- 1961年（昭和36年）2月25日 - 秋田県道に認定される[3]。

## 路線状況

### 道路施設
- 湯沢横手道路 三関IC（国道13号経由）

### 冬期閉鎖区間
- 区間 : 湯沢市関口字西ノ台 - 湯沢市関口字戸沢[4]
  - 期日 : 11月中旬 - 翌年春[5]

### 交通不能区間
- 湯沢市稲庭町玉ヶ沢 - 湯沢市関口長沢[6]、2.898 km[2]

## 地理

### 交差する道路
| 施設名                    | 接続路線名                   | 備考                                    | 所在地             |
| ------------------------- | ---------------------------- | --------------------------------------- | ------------------ |
|                           | 秋田県道307号稲庭高松線      | 起点                                    | 湯沢市稲庭町字岩城 |
| （湯沢市三梨町）          |                              | 北緯39度7分35.57秒 東経140度33分11.62秒 |                    |
| 【通行不能区間】 2.898 km |                              |                                         |                    |
| （湯沢市関口側起点）      |                              | 北緯39度7分35.42秒 東経140度31分23.54秒 |                    |
| 寺沢交差点                | 国道13号 （=国道344号 重複） | 終点                                    | 湯沢市関口字上寺沢 |

### 沿線の施設など
- JR東日本 奥羽本線 上湯沢駅